# Escondido
Escondido és una ciutat dels Estats Units a l'estat de Califòrnia. Segons una estimació del gener del 2010 tenia 147.514 habitants.

## Demografia
Segons el cens del 2000, Escondido tenia 133.559 habitants, 43.817 habitatges, i 31.153 famílies. La densitat de població era de 1.421,4 habitants/km².
Dels 43.817 habitatges en un 39,1% hi vivien nens de menys de 18 anys, en un 53,9% hi vivien parelles casades, en un 11,7% dones solteres, i en un 28,9% no eren unitats familiars. En el 22,4% dels habitatges hi vivien persones soles el 10,1% de les quals corresponia a persones de 65 anys o més que vivien soles. El nombre mitjà de persones vivint en cada habitatge era de 3,01 i el nombre mitjà de persones que vivien en cada família era de 3,5.
Per edats la població es repartia de la següent manera: un 29,7% tenia menys de 18 anys, un 10,4% entre 18 i 24, un 31,4% entre 25 i 44, un 17,5% de 45 a 60 i un 11% 65 anys o més.
L'edat mediana era de 31 anys. Per cada 100 dones de 18 o més anys hi havia 96,1 homes.
La renda mediana per habitatge era de 42.567 $ i la renda mediana per família de 48.456 $. Els homes tenien una renda mediana de 32.627 $ mentre que les dones 27.526 $. La renda per capita de la població era de 18.241 $. Entorn del 9,3% de les famílies i el 13,4% de la població estaven per davall del llindar de pobresa.

## Poblacions més properes
El següent diagrama mostra les poblacions més properes.